# Paraeumigus tachdirtensis
Paraeumigus tachdirtensis är en insektsart som beskrevs av Werner 1934. Paraeumigus tachdirtensis ingår i släktet Paraeumigus och familjen Pamphagidae. Inga underarter finns listade i Catalogue of Life.